# Seppala Siberian Sleddog
Il Seppala siberian sleddog  è una razza canina, ufficialmente creata dal veterinario canadese J. J. Bragg alla fine degli anni ottanta ma non ancora riconosciuta dalla Fédération cynologique internationale.  

## J. J. Bragg e la creazione del cane
J. J. Bragg risiede nella provincia canadese dello Yukon ed è stato un allevatore appassionato di cani da slitta appartenenti alla razza canina Siberian Husky. In particolare, si occupava della sottospecie “Seppala” del Siberian Husky, che prende il nome dall'avventuriero norvegese Leonhard Seppala. Questo fu un musher molto famoso in Alaska per essere stato più volte vincitore della All-Alaska Sweepstakes, una competizione per cani da slitta, oltre ad aver partecipato alla Corsa del siero, nel 1925, con la sua squadra di cani guidati dal loro leader Togo, progenitore di questa linea canina.  
Bragg si rese conto che i cani di questa razza derivavano da soli nove esemplari che furono registrati negli anni trenta. Per ampliare la razza, importò dalla Siberia il cane Shakal Iz Soloviev  che proveniva dalla regione siberiana della Chukotka, la patria nativa del Siberian Husky. Impiegò Shakal Iz Soloviev come stallone nella specie dei Seppala Siberian Husky, ma quando tentò di registrare i cuccioli tramite il Canadian Kennel Club, la registrazione non gli fu permessa.
Bragg decise comunque di continuare il suo allevamento di esemplari siberiani indipendentemente dal Canadian Kennel Club e registrò i propri cani attraverso il Ministero dell'Agricoltura Canadese come una nuova razza: il Seppala Siberian Sleddog. Continuò il suo lavoro di selezione importando altri 4 cani siberiani, che aggiunse al proprio allevamento.
Le razza creata da Bragg si basa così su almeno 14 esemplari fondatori  ma, potenzialmente, lo stud book rimane aperto a nuove importazioni di cani siberiani. Fu inoltre approvata l'immissione di nuove linee di sangue provenienti dalla razza Alaskan Husky.

## Caratteristiche del cane
Lo scopo di Bragg è quello di creare un cane da slitta capace di lavorare nelle difficili condizioni che si possono incontrare nel Canada Settentrionale o in Alaska.
I cani non vengono selezionati per le mostre canine, ma hanno solo funzioni lavorative.
Il cane è di media taglia e pesa dai 18 ai 23 kg, mentre l'altezza può variare dai 56 ai 58 cm. Il colore del manto e degli occhi sono dettagli secondari, rispetto all'abilita di lavorare come cane da slitta.
Il Seppala attualmente viene allevato principalmente in Canada e in Spagna.